# Siège de Gorinchem (1402)
Pour les articles homonymes, voir Siège de Gorinchem.
Guerres d'Arkel
Le siège de Gorinchem s'est déroulé entre le 29 juin et le 18 septembre 1402 et aurait duré 11 à 12 semaines. Jan V van Arkel était entré en conflit avec Albert Ier de Hainaut, comte de Hollande, au sujet des honoraires et des participations. Une querelle entre Jean d'Arkel et Guillaume IV de Hainaut est également mentionnée comme l'origine des guerres d'Arkel. La querelle aboutit au siège de la ville de Gorinchem, résidence des seigneurs d'Arkel.
Le siège est connu aujourd'hui grâce à l'"Armorial de Bavière". Il mentionne précisément les forces armées d'Albert Ier de Hainaut, en particulier les 122 seigneurs de moyenne noblesse avec leurs vassaux, qui avaient le devoir d'aide militaire (ou ost) envers lui.

## Prémices
L'origine du différend doit être retracée aux invasions de la Frise. Jean d'Arkel a pris part à ces attaques dans le nord avec réticence, mais n'a plus voulu participer à ces expéditions à partir de 1401. Il restreignit sa vassalité au comte de Hollande. Le différend a conduit à des pillages sur le territoire de chacun. Jean d'Arkel a pillé, entre autres, l'Alblasserwaard avec Nieuwport et le Krimpenerwaard avec Oudewater. Guillaume IV, le fils d'Albert, a pillé Everstein (nl) près de Everdingen, Haastrecht et les environs de Hoornaar, où les paysans locaux ont beaucoup souffert. Le comte Albert envoya alors diverses missives en Gueldre, au diocèse d'Utrecht et à d'autres seigneurs, pour leur faire déclarer la guerre aux seigneurs d'Arkel.

### Appel de l'ost
Des messagers ont été envoyés dans les comtés de Hollande, de Zélande et de Hainaut avec un appel du ban, parce que de nombreux nobles étaient des vassaux du comte. De Hollande sont venus les seigneurs de Brederode, de Cralingen, de Heenvliet, d'Egmond, de Der Merwede, de Wassenaer (en), de Duvenvoorde, de Mijnden, de Maalstede, d'Alkemade, de Matenesse, de Spange, d'Abbenbroek.
De Zélande sont venus les seigneurs de Borselle (Borselen), de Baarsdorp, de Kruiningen, d'Haamstede, de Renesse et de Hainaut, les seigneurs d'Audignies, de Vertain, de Haimeyde, de Monchiels, de Montegnies, de Potelis, du Quesnoy, de Mormont. Cette armée du Hainaut s'est réunie à Condé pour ensuite avancer conjointement vers Gorinchem. 12 archers ont été recrutés pour assurer la sécurité personnelle de Guillaume IV. Chaque seigneur de noblesse inférieure était obligé d'emmener 10 à 15 guerriers avec lui, les nobles un peu plus riches occupant des postes plus élevés tels que les seigneurs banneret, «stadholder» ou grands propriétaires terriens étaient obligés d'amener au moins 20 guerriers avec eux. Des nobles d'Utrecht, du Brabant, du Luxembourg et de Clèves se sont également joints à l'armée en marche.

## Siège
Le 28 ou 29 juin, les différentes armées dirigées par le comte de Hollande vinrent assiéger la ville de Gorinchem. Le comte Albert et son fils campèrent au nord de la ville, et des armées arrivèrent de partout, comme du Saint Empire romain germanique, d'Utrecht, de Zélande, du Hainaut, de Gueldre, du Kennemerland, de Rhénanie, etc. L'ensemble de l'armée de siège aurait compté 6 000 hommes. Juste avant le début du siège, la cité aurait été ravitaillée par les partisans de Gueldre, et Jean d'Arkle avait également amené une petite armée de mercenaires d'Angleterre. Le siège a commencé sans grand succès, avec des jets de pierres et des tirs de flèches.
À la mi-août, les citadins firent une sortie et attaquèrent une garnison de mercenaires du Hainaut à l'ouest, mais cette action n'aboutit à rien. L'assaut qui a eu le plus de conséquence s'est déroulé à la fin du mois d'août: une armée hollandaise a failli entrer dans la ville du côté nord, à la limite entre le château et la ville. Mais les habitants de la ville ont réussi à tuer et capturer une centaine d'assaillants, dont les seigneurs Walrave Ier de Brederode, Boudewijn et Floris van Borselen. Lorsque les partisans d'Arkel tombèrent, les défenseurs de la ville ont utilisé contre les assiégeants, sur de larges pans de l'enceinte, de «grands pots» de chaux non éteinte, défense qui ressemblait à une sorte de gaz lacrymogène contemporain, faisant souffrir l'adversaire au niveau des yeux, et ainsi rendant les actions coordonnées impossibles.
Après le départ du comte Albert pour régler des affaires à La Haye, le 18 septembre, le siège prit fin. Jean V d'Arkle s'en tira a bon compte. Il avait simplement dû, en signe d'allégeance au comte, faire flotter le drapeau hollandais sur le clocher de l'église pendant toute une journée puis replacer la bannière d'Arkel. Quant aux prisonniers de guerre ils restèrent enfermés à Gorinchem pendant des années, même après le paiement de leurs rançons.

## Conséquences
Le siège de Gorinchem fut la première véritable confrontation entre surtout le comté de Hollande et la maison d'Arkel qui conduirait aux onze années des Guerres d'Arkel (1401-1412), conduisant finalement à la chute des seigneurs d'Arkel.
Le comte Albert est mort deux ans après le siège, après avoir souffert d'une forme de démence. Après deux ans de courts dossiers, Guillaume alors devenu Guillaume VI de Hollande décida de reprendre les armes à partir de février 1405 en assiégeant Hagestein et Everstein.

## Participants
La liste ci-dessous est composée principalement à partir de l'Armorial de Bavière.

## Sources
- L. Devillers Guerre, Kronijcke
- P.J. Blok, Geschiedenis eener Hollandse stad, 1910 (s-Gravenhage) p.168
- Herout Beyeren, De hollandsche cronike.
- Armorial de Bavière - IV. (fol. 13v-17v, 58r-60r): 122 participants au siège de Gorinchem en 1402.